# Бамматюрт
Бамматю́рт (чечен. Йоккха-Бамт-Йурт кум. Баммат-юрт) — село в Хасавюртовском районе Дагестана, Россия.
Образует муниципальное образование село Бамматюрт со статусом сельского поселения как единственный населённый пункт в его составе.

## География
Расположено в 9 км к северу от города Хасавюрт на берегу реки Акташ (бассейн Сулака).

## История
```
названо в честь легендарного основателя села по имени Баммат
[
7
]
[
неавторитетный источник
]
.
```

Историк Елена Исааковна Кобахидзе, сообщая о событиях 1897 года, называет селение чеченским. В том же году, согласно данному источнику, было решено, предварительно разоружив, выселить из селения чеченцев, и на их место заселить русских крестьян.
За упорное сопротивление в 1898 году и убийство начальника Хасавюртовского округа полковника Петухова и ранение его помощника капитана Юзбашева село Бамматюрт было разгромлено царскими войсками, его оставшиеся в живых жители были переселены в чеченские аулы, расположенные на правом берегу реки Терек. В 1900 г. на Бамат-юртовском казённом участке был образован посёлок Ново-Владимирское, в котором поселилось 580 русских крестьян, ранее проживавших в разных селениях Хасавюртовского округа). По данным на 1914 г. село Ново-Владимировка состояло из 200 дворов. В нём проживало 1859 человек (869 мужчин и 990 женщин), русские, православные. Во владении находилось 2494 десятины земли, в том числе 2433 — удобной и 61 — леса. В селе располагались церковь, кредитное товарищество и одноклассное училище. В административном отношении являлось центром Ново-Владимирского сельского правления Хасав-Юртовского округа Терской области. Сельскому правлению подчинялись близлежащие русские хутора: Татьяновка, Яковчикова, Шис, Абдулы, Ильясова, Измайловка, Тутлар, Куру, Кандауровка 1-я, Кандауровка 2-я, Абдурашитова, Кирпич-кутан, Салиха-Умар-Аджиева, Немченко, Салибиева, Абдул-Азима Клычева, Бал-Юрт, Зарияткин. В 1920 году на революционной волне вайнахи в союзе с новой большевистской властью осуществили земельный передел как раньше — русские поселенцы были вытеснены, а ранее изгнанные и уцелевшие коренные жители вернулись в село Бамматюрт.
22 ноября 1928 года 4 сессией ЦИК ДАССР 6 созыва принимается новый проект районирования республики. На его основе было принято постановление о разукрупнении округов и районов и образовании 26 кантонов и 2 подкантонов. Хасавюртовский кантон был образован на части территории бывшего Хасавюртовского округа, переданного в состав ДАССР из Терской области в 1921 году. По новому районированию кантон состоял из 18 сельских советов, в том числе Бамматюртовский — Бамматюрт, Абдурашид, Адильотар, Зарият-отар, Кошай-отар, Манти-отар, Тутлар.
До депортации чеченцев в 1944 году в селе Бамматюрт проживало более двухсот семей чеченцев — ауховцев и три кумыкских семьи.
После депортации чеченцев Бамматюрт по решению тогдашнего советского руководства Дагестана был принудительно заселён жителями селений Тарки, Кахулай, Альбурикент — кумыками по национальности.
После 1956 года чеченское население вернулось самотёком, кумыкские поселенцы добровольно вернули чеченцам их дома и вернулись в районы прежнего проживания.
Впрочем, основание поселений разными тайпами, совместное их проживание – это черта, характерная всем селам равнин Чечни и Дагестана, где проживает чеченский этнос. Сегодня в селе с населением более 5100 чел., чеченцы составляют 95 – 96%, большая часть которых представители тайпа курчалой и зандакъой, количество последних, вероятнее сего, пополнилось после подавления восстания 1877-78гг., руководимого Алибек-Хаджи Алдамовым. Известно, что после пленения и последующего убийства Имама, представители общества зандакъой преследовались царскими властями и насильно переселялись на равнинные земли Чечни.

## Население
| 1889  | 1914  | 1926  | 1939  | 1944  | 1959  | 1970  |
| ----- | ----- | ----- | ----- | ----- | ----- | ----- |
| 640   | ↗1913 | ↘781  | ↗896  | ↘758  | ↗1165 | ↗2038 |
| 1984  | 1989  | 2002  | 2010  | 2012  | 2013  | 2014  |
| ↗3140 | ↘2671 | ↗3608 | ↗4337 | ↗4479 | ↗4587 | ↗4701 |
| 2015  | 2016  | 2017  | 2018  | 2019  | 2020  | 2021  |
| ↗4802 | ↗4872 | ↗4932 | ↗4981 | ↗5061 | ↗5120 | ↘4502 |
| 2023  | 2024  | 2025  |       |       |       |       |
| ↗4615 | ↗4665 | ↗4729 |       |       |       |       |

Национальный состав
По данным Всесоюзной переписи населения 1926 года:
| № | Национальность | Численность, чел. | Доля   |
| - | -------------- | ----------------- | ------ |
| 1 | чеченцы        | 718               | 91,9 % |
| 2 | кумыки         | 55                | 7,0 %  |
| 3 | лакцы          | 2                 | 0,3 %  |
| 4 | аварцы         | 6                 | 0,8 %  |

По данным Всероссийской переписи населения 2010 года:
| № | Национальность | Численность, чел. | Доля |
| - | -------------- | ----------------- | ---- |
| 1 | чеченцы        | 4128              | 95 % |
| 2 | лезгины        | 100               | 2 %  |
| 3 | кумыки         | 41                | 1 %  |
| 4 | другие         | 68                | 2 %  |

## Инфраструктура

### Образование и дошкольное воспитание
- Муниципальное казённое образовательное учреждение «Бамматюртовская средняя общеобразовательная школа»[40]
- Детский садик «Сказка»[41]

## Культура
- Сельский дом культуры[42]

## Здравоохранение
- ГОСУДАРСТВЕННОЕ УЧРЕЖДЕНИЕ «АПТЕКА № 92»[43]
- Бамматюртовская Участковая Больница[44]